# Soggetto (cinema)
Nel mondo del cinema, il soggetto è un breve racconto che illustra a grandi linee la trama (più propriamente detta "sinossi" o "sinopsi") di un film (già realizzato o ancora da realizzare). Può essere originale o adattato da un altro soggetto esistente.
Il lungo processo di produzione di un film inizia di solito con un'idea, una semplice intuizione. La storia del cinema è piena di aneddoti sulla nascita di queste idee, dovute magari a coincidenze fortuite, ad incontri casuali al bar di un festival, a vicende famigliari, ecc. L'idea, opportunamente sviluppata e ampliata, può essere trasformata in un soggetto cinematografico, ossia nella prima stesura di quella che potrebbe diventare la sceneggiatura di un film.
La lunghezza del soggetto non dovrebbe mai essere eccessiva, e solitamente va dalle tre alle dieci cartelle dattiloscritte. Lo scopo principale, infatti, è quello di suscitare l'interesse di un produttore, ed è quindi consigliabile evitare dettagli inutili (in pratica, si cerca di limitare il rischio che un singolo dettaglio possa far cestinare il soggetto). Nel caso il produttore trovi l'idea meritevole di essere sviluppata ulteriormente, si procede a realizzare un elenco delle scene (la "scaletta"), che a sua volta sarà la base di un "trattamento" più articolato, della lunghezza di circa trenta cartelle dattiloscritte. Quest'ultimo conterrà la descrizione delle scene principali del film, e potrà quindi risultare utile per presentare il progetto ad un regista. Seguiranno poi una serie di ampliamenti, l'inserimento dei dialoghi e di tutti i dettagli, fino a giungere alla sceneggiatura.

## L'adattamento di soggetti esistenti
Molti dei film commerciali tendono a riciclare soggetti di film precedenti, e possono perfino permettersi il lusso di entrare in produzione senza che la sceneggiatura sia completata. L'obiettivo per questi film è quello di riutilizzare le formule che in passato hanno generato un successo al botteghino. L'industria di Hollywood è di conseguenza popolata di sceneggiatori in grado di lavorare su commissione, anche senza la base di un soggetto: l'importante è fissare il "target" del film, cioè individuare il pubblico al quale destinarlo. Il frutto di queste strategie commerciali è la serie infinita di sequel e prequel di film di successo, senza dimenticare gli "spin-off" generati da una microstoria già presente in un altro film.
Negli ultimi anni, inoltre, sono sempre più numerosi i casi di adattamenti di sceneggiature già presenti in libri, fumetti e videogiochi, per non parlare dei film di altre nazioni, o dei cortometraggi provenienti dal mondo dei film indipendenti. In questi casi, la nascita dell'idea alla base del film coincide con l'acquisto dei diritti di copyright. Si pensi, ad esempio, ai film basati sui fumetti della Marvel e della DC Comics, ed agli ormai sistematici remake americani di horror asiatici.